# Gaius Fictorius (Atticus)
Gaius Fictorius [Atticus] war ein antiker römischer Unternehmer der frühen Kaiserzeit, der wohl in Rom oder der Umgebung der Stadt tätig war.
Gaius Fictorius ist heute nur noch von einer fragmentarisch erhaltenen Grabinschrift bekannt. Die Inschrift gehörte zu einem Familiengrab, das in Rom errichtet wurde. Die Inschrift veranlasste die Tochter des Freigelassenen Gaius Fictorius, dessen Beiname offenbar Atticus war. In der Inschrift wird er als vascularius bezeichnet, was sowohl die Produzenten von zumeist Metallgefäßen (Toreuten) als auch die Händler solcher Gefäße meinen kann. Da die Inschrift verschollen ist, ist eine genauere Datierung nicht mehr möglich als in das erste Jahrhundert. Die (aufgelöste) Inschrift lautet:
Ob Gaius Fictorius, wenn die Deutung als Produzent stimmt, Besitzer der Werkstatt war oder selbst aktiv bei der Arbeit mitwirkte, kann nicht gesagt werden. Er wäre einer von nur knapp über 30 inschriftlich-namentlich belegten antiken Toreuten.

## Einzelbelege
1. ↑  CIL 6, 3592

| Personendaten    | Personendaten                              |
| ---------------- | ------------------------------------------ |
| NAME             | Fictorius Atticus, Gaius                   |
| ALTERNATIVNAMEN  | Fictorius, Gaius; Atticus, Gaius Fictorius |
| KURZBESCHREIBUNG | antiker römischer Toreut oder Händler      |
| GEBURTSDATUM     | 1. Jahrhundert v. Chr. oder 1. Jahrhundert |
| STERBEDATUM      | 1. Jahrhundert oder 2. Jahrhundert         |